# Anna Bornemann
Anna Bornemann (* 24. Oktober 1874 in Hamburg; † 26. April 1956 in Darmstadt) war eine deutsche Malerin.
Anna Susanna Auguste Bornemann, so der vollständige Name, wurde als Tochter von Valentin Ludwig Wilhelm Gustav Bornemann und dessen Ehefrau Anna Louise geb. Eigenbrodt geboren. Sie war Schülerin der Kunstgewerbeschule Hamburg und erhielt ihre weitere künstlerische Ausbildung an der Weimarer Kunstschule bei Hans Olde. 1904 hielt sie sich in Paris auf. 1911 ließ sie sich in Darmstadt nieder und unterrichtete in Malerei und Aktzeichnen. 1913 und 1926 war sie nochmals in Paris. Sie malte Stillleben, Porträts und Landschaften. Anna Bornemann war Mitglied im Reichsverband bildender Künstler Deutschlands. 1944 ging ein Großteil ihrer Arbeiten bei dem britischen Luftangriff auf Darmstadt verloren. Anna Bornemanns Nachlass befindet sich im Hessischen Landesmuseum Darmstadt.
Während der Nazizeit wurden auch Werke von ihr als „entartet“ verunglimpft und in derartige Ausstellungen auf der Mathildenhöhe aufgenommen.

## Belege
1. ↑  Anna Susanna Auguste Bornemann bei Ancestry; abgerufen am 16. August 2022.
2. ↑  Darmstädter Künstler in den rufmordenden Naziausstellungen, abgerufen am 16. Januar 2019.

| Personendaten    | Personendaten                   |
| ---------------- | ------------------------------- |
| NAME             | Bornemann, Anna                 |
| ALTERNATIVNAMEN  | Bornemann, Anna Susanna Auguste |
| KURZBESCHREIBUNG | deutsche Malerin                |
| GEBURTSDATUM     | 24. Oktober 1874                |
| GEBURTSORT       | Hamburg                         |
| STERBEDATUM      | 26. April 1956                  |
| STERBEORT        | Darmstadt                       |